# Oncidium forbesii
 Oncidium forbesii   es una especie de orquídeas del género de las Oncidium de la subfamilia Epidendroideae, familia Orchidaceae.

## Descripción
El Oncidium forbesii es una orquídea epífita con pseudobulbos cilíndricos aplastados lateralmente de los que salen apicalmente dos hojas coriáceas estrechas oblongo linguladas, en su centro emerge una vara floral de numerosas flores de tamaño grande.
Posee varios  tallos florales paniculados. Flores de varias tonalidades de marrón con gran mancha amarilla en el labelo.

## Hábitat
Esta especie es oriunda del sur de Brasil en la zona de  Minas Gerais. Orquídea epífita se desarrolla en zonas cálidas de calor húmedo tales como bosques de baja montaña. 

## Cultivo
Tiene preferencia de aire húmedo, con mucha claridad o con sombra moderada. Se pueden poner en el exterior como los Cymbidium para forzar la floración. En invierno mantenerle el sustrato seco con pocos riegos. 
Florecen en enero y febrero en su hábitat. En el hemisferio norte en otoño y en Invierno.

## Sinonimia
- Anettea forbesii (Hook.) Szlach. & Mytnik, Polish Bot. J. 51: 50 (2006).
- Brasilidium forbesii (Hook.) Campacci, Colet. Orquídeas Brasil. 3: 79 (2006).[1]